# Liste der Kreisstraßen im Landkreis Goslar

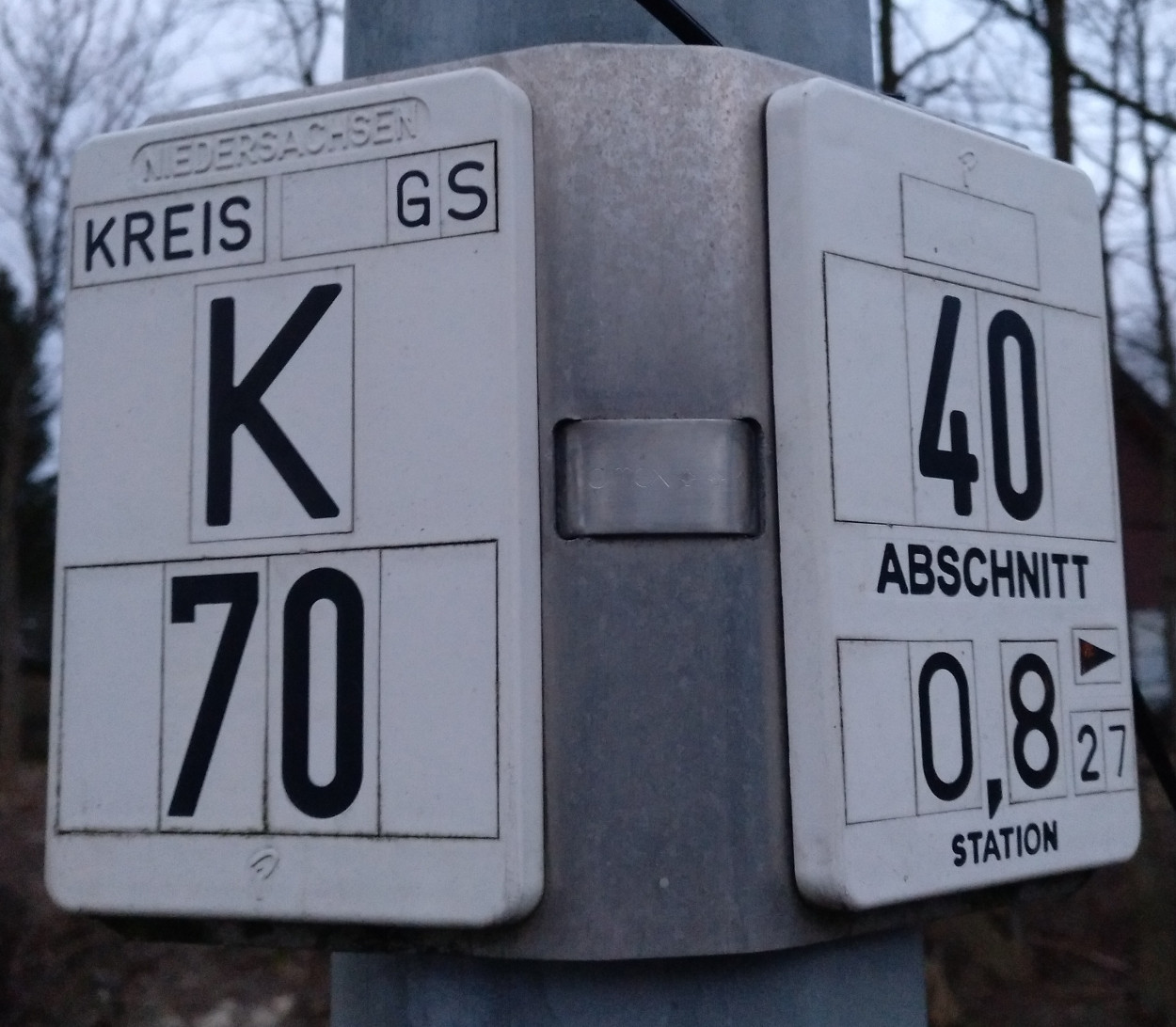
Stationszeichen K70 in Bündheim

Die Liste der Kreisstraßen im Landkreis Goslar führt alle Kreisstraßen im niedersächsischen Landkreis Goslar auf.

## Abkürzungen
- K: Kreisstraße
- L: Landesstraße

## Liste
Nicht vorhandene bzw. nicht nachgewiesene Kreisstraßen werden in Kursivdruck gekennzeichnet, ebenso Straßen und Straßenabschnitte, die unabhängig vom Grund (Herabstufung zu einer Gemeindestraße oder Höherstufung) keine Kreisstraßen mehr sind. 
Der Straßenverlauf wird in der Regel von Nord nach Süd und von West nach Ost angegeben.
| Nr.  | Verlauf |
| ---- | --- |
| K 1  | K 35 in Langelsheim – Jerstedt – – K 2 – K 32 – Hahndorf – Grauhof – – / in Ohlhof                                                         |
| K 2  | L 500 in Othfresen – Heißum – K 3 – Dörnten – K 1                                                                                          |
| K 3  | – Dörnten – K 2 – K 32 |
| K 4  | (K 34 in Salzgitter) – Kreisgrenze – K 67 – Kreisgrenze – (K 34 in Salzgitter) – Kreisgrenze – Upen – L 500                                |
| K 11 | L 510 – K 12 in Klein Mahner |
| K 12 | (K 29 in Salzgitter) – Kreisgrenze – Klein Mahner – L 610 in Liebenburg                                                                    |
| K 22 | (K 86 im Landkreis Wolfenbüttel) – Kreisgrenze – Lengde -                                                                                  |
| K 24 | in Immenrode – K 25 – L 510 |
| K 25 | in Immenrode – K 24 – – L 518 – – K 46 – K 70 in Harlingerode                                                                              |
| K 27 | K 34 in Vienenburg - K 30 – Lochtum – Landesgrenze – (K 1332 im Landkreis Harz, Sachsen-Anhalt)                                            |
| K 28 | L 510 – Landesgrenze – (K 1336 im Landkreis Harz, Sachsen-Anhalt)                                                                          |
| K 29 | L 500 – Ostharingen – L 515 in Kunigunde                                                                                                   |
| K 30 | K 70 in Schlewecke – – K 42 – Westerode – K 43 – Bettingerode – K 30 – K 27 in Lochtum                                                     |
| K 32 | L 510 in Groß Döhren – K 3 – Hahndorf – K 33 – K 1 – Baßgeige – Jürgenohl – Georgenberg – in Goslar                                        |
| K 33 | K 32 in Hahndorf – in Immenrode |
| K 34 | in Lengde – Wiedelah – /L 511 - – Vienenburg – L 510 – K 27 –                                                                              |
| K 35 | K 1 in Langelsheim - – Wolfshagen im Harz - L 515 in Lautenthal                                                                            |
| K 36 | L 516 in Hahnenklee-Bockswiese – Hahnenklee                                                                                                |
| K 37 | in Zellerfeld – |
| K 38 | in Clausthal – in Altenau |
| K 40 | L 520 in Sankt Andreasberg – L 521 |
| K 42 | K 30 in Westerode – L 501 in Bad Harzburg                                                                                                  |
| K 43 | (1998 abgestuft, einstiger Verlauf: K 30 in Westerode – K 46)                                                                              |
| K 46 | K 70 in Harlingerode – – K 30 – Bettingerode – K 43 – L 501                                                                                |
| K 47 | L 500 in Bodenstein – L 496 in Neuwallmoden                                                                                                |
| K 53 | K 58 – – Bornhausen – K 54 – |
| K 54 | K 53 in Bornhausen – Bornhausen-Nordost |
| K 55 | Astfeld – Herzog-Julius-Hütte |
| K 56 | K 58 – in Seesen |
| K 57 | – Engelade – K 61 in Seesen |
| K 58 | (K 331 im Landkreis Hildesheim) – Kreisgrenze – Rhüden – L 466 – K 53 – K 56 – Bilderlahe – Engelade – K 57 – K 61 – in Herrhausen am Harz |
| K 59 | in Münchehof - Fürstenhagen |
| K 61 | in Seesen – K 57 – K 58 – |
| K 62 | – in Ildehausen |
| K 63 | K 35 in Langelsheim – K 55 in Astfeld |
| K 64 | – L 526 in Kirchberg |
| K 65 | in Münchehof – (Harzhochstraße) – – Kreisgrenze – (K 421 im Landkreis Göttingen)                                                           |
| K 66 | Mechtshausen – K 58 |
| K 67 | (K 67 im Landkreis Wolfenbüttel) – Kreisgrenze – Alt Wallmoden – K 4                                                                       |
| K 68 | / – in Braunlage |
| K 69 | – Hahausen – |
| K 70 | L 501 in Oker – Harlingerode – K 25 – Schlewecke – K 30 – L 501 in Bündheim                                                                |
| K 71 | L 517 – Schulenberg im Oberharz – L 517 |